# Daria Halprin
Pour les articles homonymes, voir Schulman et Halprin.
Daria Halprin, née le 30 décembre 1948 à San Francisco, est une danseuse américaine, aujourd'hui spécialisée en art-thérapie. Elle est surtout connue pour avoir été brièvement actrice au début des années 1970, et notamment pour avoir tenu le rôle principal féminin de Zabriskie Point.

## Biographie
Daria Halprin naît et grandit dans la région autour de la baie de San Francisco. Elle est la fille de l'architecte et paysagiste Lawrence Halprin et de la danseuse et chorégraphe Anna Halprin, qui, dans les années 1950, est l'une des premières occidentales à utiliser la danse à des fins thérapeutiques. Comme sa mère, elle étudie la danse et l'anthropologie à l'université.
En 1967, elle fait partie des danseurs du San Francisco's Dancers' Workshop, créé par sa mère, qui évoluent sous l'objectif d'Irving Penn lors de la séance qui aboutira à la série de 14 photos intitulées Le Bain.
En 1968, elle apparaît dans Revolution, un documentaire de Jack O'Connell. Principalement tourné à San Francisco, le film présente le mouvement florissant de la contre-culture à travers une série d'interviews des habitants hippies de la ville. Son apparition dans ce film lui vaut d'être choisie pour tenir le rôle principal féminin de Zabriskie Point, réalisé par Michelangelo Antonioni. Elle devient alors la compagne de son partenaire Mark Frechette : malgré l'échec commercial du film, le couple connaît une brève période de célébrité médiatique. Après le tournage, Frechette, qui vit dans une communauté dirigée par le gourou Mel Lyman, tente de convaincre Daria Halprin de l'y rejoindre, mais elle s'en éloigne très vite. 
En 1972, elle tourne son dernier film, The Jerusalem File, et se marie avec l'acteur Dennis Hopper, avec qui elle a une fille, née la même année. Se trouvant mauvaise dans Zabriskie Point et ayant du mal à gérer sa notoriété, Daria Halprin ne poursuit pas sa carrière de comédienne et s'éloigne du monde du spectacle. Le couple divorce en 1976.
En 1978, elle fonde avec sa mère un institut d'art-thérapie, le Tamalpa Institute, basé sur l'expression corporelle, la danse et les arts visuels. Elle a publié depuis plusieurs ouvrages et articles sur sa pratique thérapeutique. Elle enseigne l'art-thérapie à la Lesley University (Massachusetts).

## Filmographie
- 1968 : Revolution, de Jack O'Connell : Elle-même
- 1970 : Zabriskie Point, de Michelangelo Antonioni : Daria
- 1972 : The Jerusalem File, de John Flynn : Nurit

## Publications
- (en) Coming Alive: The Creative Expression Method, Tamalpa Institute, 1989
- (en) The Expressive Body in Life, Art, and Therapy: Working With Movement, Metaphor, and Meaning, Jessica Kingsley Publishers, 2002  (ISBN 1843107376) (OCLC )
- (en) Avec S. Dempsey, My Brain Tumour Adventures: The Story of a Little Boy Coping With a Brain Tumour, Jessica Kingsley Publishers, 2002  (ISBN 978-1843101253)

### Source
- (en) Cet article est partiellement ou en totalité issu de l’article de Wikipédia en anglais intitulé « Daria Halprin » (voir la liste des auteurs).